# Taylor (Nebraska)
Taylor è un villaggio degli Stati Uniti d'America ed è capoluogo della contea di Loup nello Stato del Nebraska. La popolazione era di 190 persone al censimento del 2010.

## Storia
Taylor è stata intrecciata nel 1883. Prende il nome da Ed Taylor, un colono pioniere.

## Geografia fisica
Taylor è situata a 41°46′10″N 99°22′50″W (41.769481, -99.380427).
Secondo lo United States Census Bureau, ha un'area totale di 0,26 miglia quadrate (0,67 km²).

## Società

### Evoluzione demografica
Secondo il censimento del 2010, c'erano 190 persone.

### Etnie e minoranze straniere
Secondo il censimento del 2010, la composizione etnica del villaggio era formata dal 99,5% di bianchi e lo 0,5% di due o più etnie. Ispanici o latinos di qualunque razza erano lo 0,5% della popolazione.